# 约翰·L·凯利
约翰·L·凯利（John L. Kelley；1916年12月6日—1999年11月26日）是美国著名数学家，研究方向为拓扑学和泛函分析。在1955年的著作《一般拓扑学》中给出一种有影响力的新的公理集合论处理方法，现在被称为莫斯-凯利集合论。该书也被认为是最经典的研究生级别的一般拓扑学教材，被翻译成多种文字。凯利先后执教于圣母大学，加州大学伯克利分校，芝加哥大学，杜兰大学和堪萨斯大学。除了学术贡献以外，凯利关注数学教育并敢于表达政治观点。